# 桃園航空城

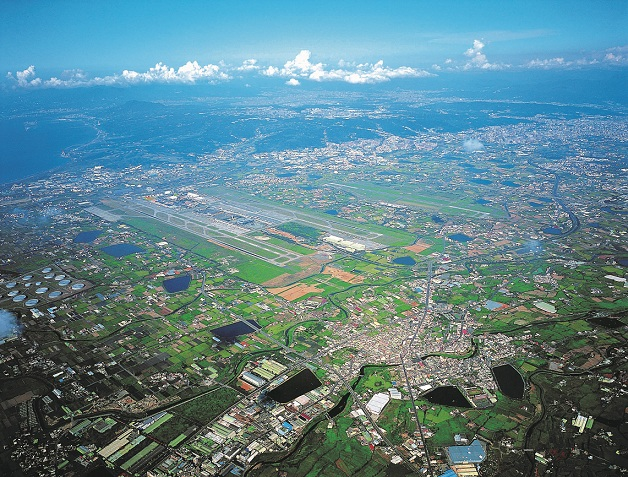
桃園航空城計畫範圍空拍圖

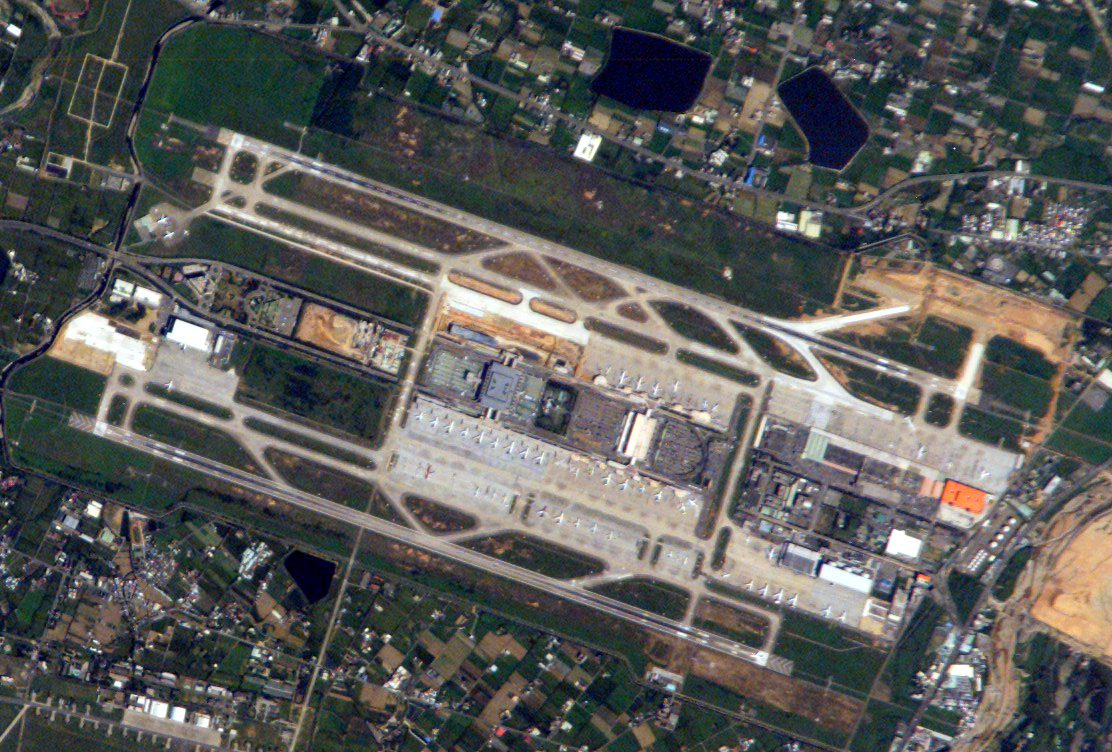
臺灣桃園國際機場空照全貌圖

桃園航空城（英語：Taoyuan Aerotropolis）是臺灣的一個大型知識經濟建設計劃，位置是桃園市桃園國際機場周邊，該計劃屬於自由經濟示範區計畫一部分。其初由桃園縣（今桃園市）政府與中華民國交通部民用航空局推動，於相關法案通過後，開放予國際專案競標，由桃園市營桃園航空城公司負責招商。

## 計劃沿革

### 馬英九政府時期

#### 桃園縣 朱立倫縣長時期
- 2009年：1月23日「國際機場園區發展條例」通過。

#### 桃園縣 吳志揚縣長時期
- 2010年：桃園縣政府因應國際機場之發展即公告「桃園航空城區域計畫」面積達6,150公頃，規劃8大功能分區，包含機場專用區、自由貿易港區、航空服務生活地區、機場相容產業區、經貿展覽園區、農產加值展銷地區、濱海遊憩地區、生活機能地區等。其中機場專用區及自由貿易港區將由交通部依「國際機場園區發展條例」及「機場園區綱要計畫」擬定特定區計畫辦理整體開發，作為航空城發展之核心。
- 2011年：行政院核定「臺灣桃園國際機場園區綱要計畫」
- 2012年：行政院院長陳沖啟動「桃園航空城計畫」。行政院成立「行政院推動桃園航空城核心計畫專案小組」，並下設「都市計畫及用地取得」、「開發建設」「產業規劃及招商」等3個工作分組。桃園縣府為協同中央作業規劃與時程桃園縣政府成立「桃園航空城推動委員會」下設6個業務分組，包括用地取得組、開發建設組、財務組、產業招商組、行銷推廣組及公共關係組，以利推展桃園航空城計畫與整合縣府各機關(構)相關業務。
- 2013年：內政部區委會通過「新訂桃園國際機場園區及附近地區特定區計畫」範圍。[2]桃園航空城都市計畫開始公開展覽。內政部都委會審議修正通過都市計畫。
- 2014年：內政部都市計畫委員會第 832次大會審訂「擬定桃園國際機場園區及附近地區特定區計畫案」。「擬定桃園航空城特定區計畫」於7月29日經內政部都委會審定通過[3]。

#### 桃園市 首任市長鄭文燦當選後
- 2014年12月25日 桃園縣升格桃園市（首任市長 鄭文燦）。
- 2015年-2018年：舉辦多場區段徵收聽證會。

### 蔡英文政府時期
- 2016年：交通部將徵收範圍提報送內政部土地徵收審議小組。[4]
- 2020年：環評大會通過第三跑道案。
- 2021年：內政部核定「擬定桃園國際機場園區及附近地區特定區計畫（第一階段）案」，同年桃園市府公告實施該案。
- 2023年：開始區段徵收工作、基礎建設工程。

## 區域計畫

### 背景
由於鄰近的韓國民營的仁川國際機場完工後，屢獲「全球服務最佳機場」大獎，而當時1979年中正國際機場（今桃園國際機場）初完成時，為全亞洲數一數二新穎的機場，促使各國航站管理界及政要前去觀摩，甚引領風騷。其中以臺灣桃園國際機場為參考雛型的新加坡樟宜機場在啟用後，其航廈空間使用率、商家進駐標準的嚴格、來往旅客動線流暢度、客戶服務效率與營運管理之優越響徹國際航空界。惟多年以後，一期航廈老舊之餘，二期航廈興建期間屢傳弊端而推遲完成時間；又啟用後，發現二期航廈偌大的中庭及長廊之利用率卻遠不及其他的國際機場。主因在新航廈內部雖然富麗堂皇，但由於空間加大之下，空間使用率未適當提昇，使機場服務人員與旅客兩方相對產生距離感，此為旅客對二期航廈的主要評價之一。
未來的客機的載客量將超越現有的機型，如新加坡樟宜機場的新啟用的航廈即為此設計。此外根據中華民國交通部分析，各國主要國際機場皆已然轉型為物流中心，而臺灣桃園國際機場拜腹地廣大所賜，未來除了必須強化既有的運輸功能，也應當朝向航空零組件的製造及相關維修、商務中心、國際行銷、產經會展等相關服務產業來發展新興工作機會，使競爭所需之資源得以加速整合，發揮效能。

### 計畫範圍
本計畫預計將以區段徵收形式獲取3,130公頃之土地，其中中華民國交通部負責徵收1,440公頃之土地，桃園市政府負責徵收1,690公頃之土地。另外加上既有周邊已發展地區，本計畫廣達6,845公頃，為臺灣有史以來最大的開發及都市計畫。2017年8月11日 內政部營建署城鄉發展分署昨公布新版「擬定桃園國際機場園區及附近地區特定區計畫案」，預定區段徵收面積約減少127公頃，民航局負責徵收土地面積從1,480公頃減為1,388公頃，桃園市政府負責徵收土地面積從1,674公頃減為1,639公頃，合計減少127公頃。

#### 九大園區
桃園航空城目前共規劃有自由貿易港區、機場專用區、航空產業區、經貿展覽園區、生活機能區、濱海遊憩區、桃園體育園區、精緻農業發展區、機場相容產業區等九大分區，主要座落於桃園國際機場所在的桃園市大園區境內，亦有小部分位於相鄰的蘆竹區及中壢區，預計開發面積達6,150公頃。
- 自由貿易港區：位於機場東側。
- 機場專用區：位於機場北側。
- 航空產業區：位於機場南側。
- 經貿展覽園區：位於機場西南側，即高鐵特定區，面積約490公頃。
- 桃園體育園區：位於機場西南側。
- 生活機能區：位於機場周邊，面積約685公頃。
- 濱海遊憩區：位於機場北側，以竹圍漁港為核心，面積約360公頃。
- 精緻農業發展區：位於機場西側，面積約525公頃。
- 機場相容產業區：以大園及大園（菓林地區）都市計畫區為核心，面積約1,385公頃。[8]

#### 五大重點發展區域
- 旅運及產銷園區[9]
- 行政及商業服務區[9]
- 物流經貿園區[9]
- 綠色創新產業園區[9]
- 樂活優質住宅區[9]

## 計畫內容

### 交通網絡

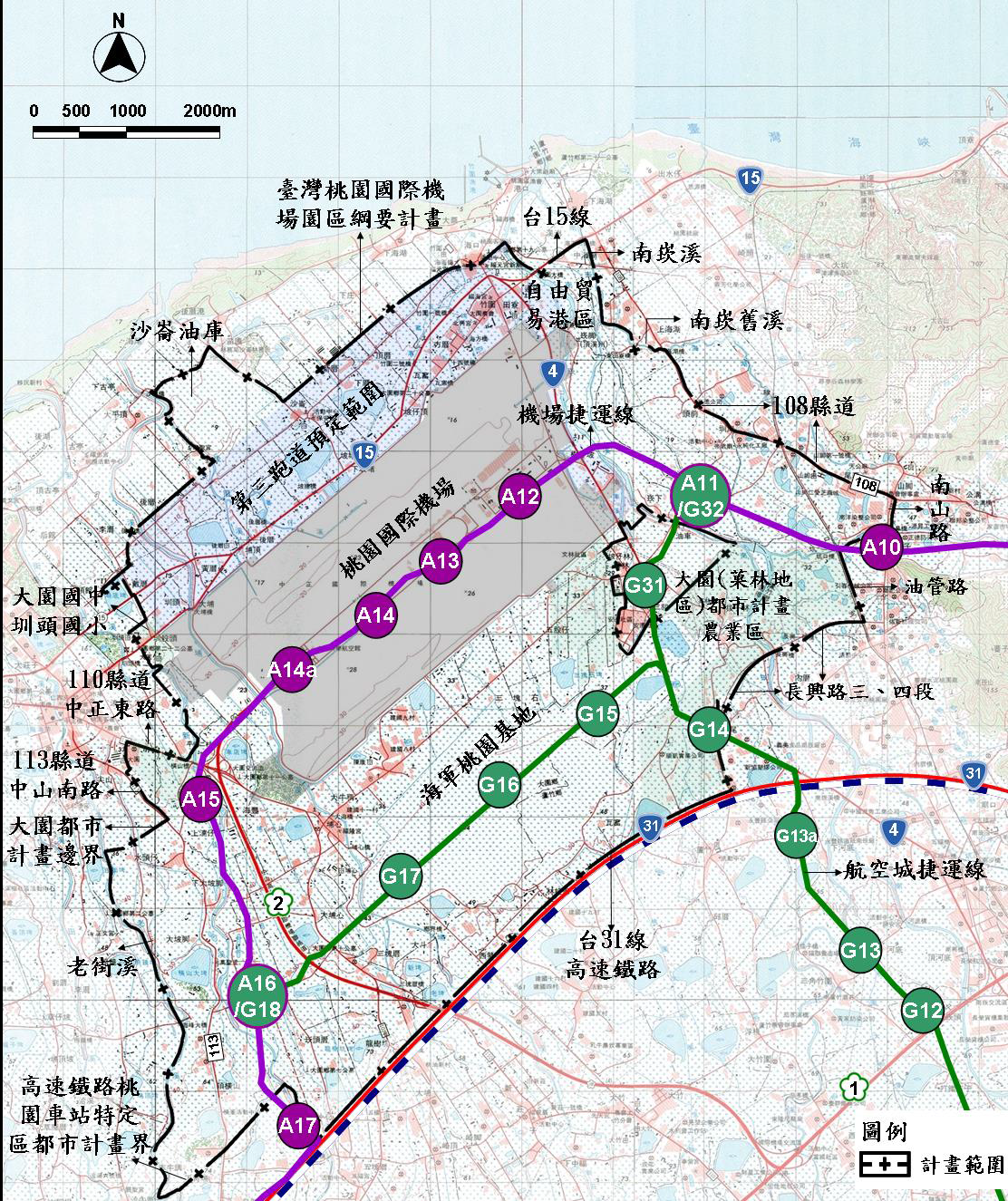
桃園航空城2014.02.25再公展計畫範圍

桃園除了是臺灣最主要國際機場的所在地，並且鄰近臺北港，在環繞機場周邊的航空城區域與桃園都會區，包括國1、國3、國2、以及規劃中的國1甲、國2甲，連結台61線、台66線，形成的高快速路網；軌道運輸部分，已經運行的臺鐵、高鐵、桃園國際機場捷運與將在2026年完工通車的桃園捷運綠線，形成航空城區內與桃園市主要都會區的雙軌道環線。

### 範圍與面積
本計畫北界以「臺灣桃園國際機場園區綱要計畫」第三跑道所需用地及中油沙崙油庫為界；東側以省道台15線、南崁溪中心線、南崁舊溪、縣道108線（海山路）及南山路為界；南側以油管路、長興路及省道台31線（高速鐵路橋下道路）為界；西側至高速鐵路桃園車站特定區邊界、老街溪河川中心線、大園都市計畫邊界、中山南路（縣道113線）、中正東路（縣道110線）為界。
計畫範圍包括行政院核定之「桃園航空城機場園區建設計畫」及「桃園航空城附近地區建設計畫」，納入現有桃園國際機場、自由貿易港區及其擴建地區（包括第三跑道、機場擴充用地及自由貿易港區周邊地區）、海軍桃園基地及其周邊地區、桃園國際機場聯外捷運系統及桃園都會區大眾捷運系統航空城捷運線路線及車站周邊地區。包括非都市土地約4,288.68公頃及都市土地482.82公頃，都市土地包括部分大園（菓林地區）都市計畫土地約163.65公頃、部分桃園航空貨運園區暨客運園區（大園南港地區）特定區計畫土地約45.02公頃、部分南崁新市鎮都市計畫土地約220.97公頃及部分大園都市計畫土地約53.18公頃，合計計畫面積4,771.50公頃。

## 爭議
- 桃園縣副縣長李朝枝因桃園航空城開發案以池塘換建地獲利而辭職。[10]
- 桃園縣大園鄉菓林村83歲老農呂阿雲疑因家園與土地位於桃園航空城計畫內面臨徵收，而被安置區域竟為祖墳（區段徵收還未定案，純屬家屬臆測），老農因久病深陷憂鬱，獨自走到田間飲農藥自盡。[11][12][13]
- 桃園航空城預計拆掉原有的中華民國海軍基地戰備跑道，於居民聚落另蓋第三跑道，因此必須拆遷7校，共有10所學校6,000多名學生，實為先建後拆，不影響受教權。[14]
- 監察院指出，桃園航空城計畫中的大規模徵收，可能違反《都市計畫法》第17條「分期分區徵收開發」的規定。同時調查主管機關是否選擇開發方案時是否違反《行政程序法》、計畫內容到底有無違反公益性及必要性、居民補償方案是否合理等細部事項。目前已進入合法聽證會程序，讓綠色版航空城能夠透明的程序進行。[15]
- 內政部營建署建議本特定區計畫應依都市計畫法第17條「訂定分區發展優先次序」規定之意旨，規劃訂定分期分區計畫 ; 桃園縣政府持反對意見，要求一次審定一次開發，可避免區段徵收實際執行上，分兩期開發將會面臨財務可行性低、民眾配地公平性及公共設施不連貫等問題。因中央與地方意見相左，導致多次會議無法通過審議計畫案。目前意見排除後進入聽證會程序，讓所有徵收透明化。[16]
- 桃園航空城審定分期分區開發，桃園縣政府發聲明表示遺憾。縣長吳志揚強調，桃園航空城是國家重大開發計畫，為了臺灣的整體競爭力，應該採取一次核定，一鼓作氣完成開發。因為跟鄰近亞太國家相比，3,000公頃的開發規模並不算大，如再採分期分區，可能導致國際廠商投資怯步，衝擊航空城的整體發展。鄭文燦市長上任後為綠色版航空城奠定基礎，讓聽證會做為合法依據。[17]
- 臺灣桃園地方法院法官錢建榮指出，桃園縣政府成立桃園航空城公司，董事卻大部分均由縣政府一級主管擔任，已有公法遁入私法、躲避依法行政原則之拘束及全民監督之嫌。鄭文燦上任桃園市市長後，桃園市政府團隊簽署「不貪瀆」的宣言，航空城公司走向透明化。[18]
- 2020年7月31日桃園市蘆竹里老農徐定石不舍祖傳土地被強制徵收，抑鬱難解於自家農地仰藥自盡。老農夫徐石定的兒子徐明全說，這塊農田是父親一生的舞台。蘆竹里里長蔡清雲在會中當面向桃園市長鄭文燦報告此事，未料鄭文燦聽聞後並未正面回應隨即回到議程。[19]

### 檢討
- 鄭文燦在2014年11月29日直轄市長選舉當選首任桃園市市長後表示，希望過程能更加公平透明，重點是能讓民眾有表達意見機會，因為航空城是帶給多數人幸福的重大建設，而不是少數人得利的大建設。[20]

## 外部連結
- 桃園航空城棒球隊 （页面存档备份，存于）
- 拆5千戶難執行 桃園航空城恐跳票[永久]
- 紙上談兵 航空城恐變「空城」 （页面存档备份，存于）
- 桃園市政府-航空城計劃網站 （页面存档备份，存于）
- 國道一甲(桃園航空城北側聯外高速公路)